# Clase Asagiri
La clase Asagiri (あさぎり型護衛艦 Asagiri-gata-goei-kan?)  es una serie de ocho destructores bajo el servicio de la Fuerza Marítima de Autodefensa de Japón (JMSDF). Es la segunda clase de destructores multifuncionales de primera generación de la JMSDF.

## Antecedentes
La JMSDF comenzó la construcción de destructores de clase Hatsuyuki desde el año fiscal 1977. Esta fue la primera clase de destructores multifuncionales (汎用護衛艦 Hanyou-goei-kan?) bajo el concepto de ocho destructores / ocho helicópteros.Dicho concepto establecía que cada flotilla estaría compuesta por un destructor portahelicópteros (DDH), cinco destructores multifuncionales (DD), y dos destructores lanzamisiles guiados (DDG).
Sin embargo, debido a restricciones de presupuesto, el diseño de la clase Hatsuyuki se vio forzado a comprometer sus capacidades C4I, su resistencia, y su durabilidad. Por lo tanto, los destructores construidos después del año fiscal 1983, la clase Asagiri, amplió su casco y mejoró su equipamiento.

## Diseño
El casco de la clase Asagiri tiene una mayor longitud que la clase Hatsuyuki, cuya forma es del estilo de cubierta de protección. Al igual que el último lote de la clase Hatsuyuki, la estructura superior está hecha de acero, pero al incorporarse desde un principio al diseño, se resolvió el impacto negativo en el rendimiento del movimiento.
La sala de máquinas fue extensamente renovada. En lugar del sistema de propulsión COGOG que emplea la clase Hatsuyuki, esta clase cuenta con un sistema de propulsión COGAG con cuatro turbinas de gas Kawasaki-Rolls-Royce Spey SM1A. Gracias a sus potentes motores, era posible navegar a 26 nudos (48 km/h) utilizando solo dos de los cuatro motores. Además, se introdujo una disposición alterna para mejorar la resistencia y la durabilidad, como en los destructores impulsados por turbinas de vapor.

## Equipamiento
El primer lote fue equipado con el sistema de dirección de combate (CDS) OYQ-6. Este sistema empleó una computadora AN/UYK-20 al igual que el sistema de procesamiento de datos tácticos OYQ-5 que empleaba la clase Hatsuyuki, pero este contaba con memoria expandida. El sistema es capaz de intercambiar datos tácticos a través de Link-11, mientras que el sistema OYQ-5 no lo permite. Posteriormente, todos los sistemas OYQ-6 se actualizaron al sistema OYQ-7, integrado con el sistema de dirección OYQ-101 ASW.Todos los destructores de esta clase fueron reequipados con la terminal para el sistema MOF, el sistema operativo C4I clave de la JMSDF que utiliza los satélites de comunicaciones de frecuencia superalta Superbird.
Los radares de búsqueda de superficie fueron reemplazados por OPS-28. El primer lote incluyó radares de búsqueda aérea OPS-14C, mientras que los lotes subsiguientes, introdujeron radares 3D OPS-24. Esta fue una versión marítima del radar terrestre de alerta temprana J/FPS-3 y el primer radar de barrido electrónico activo a bordo del mundo. En los lotes posteriores, los sistemas de apoyo de guerra electrónica también fueron reemplazados por NOLR-8, un sistema completamente nuevo desarrollado con un énfasis en defenderse contra misiles antibuque.
Su sistema armamentístico es, en esencia, el mismo que utiliza la clase Hatsuyuki, excepto por un cambio menor en su sistema de control de tiro (FCS). La clase Asagiri adjuntó un nuevo helicóptero SH-60J, por lo que fue necesario instalar un dispositivo de enlace de datos de gran capacidad. El hangar fue ampliado para dar cabida a dos helicópteros, pero solo se utiliza un helicóptero operativamente.

## Unidades
| Numeral        | Nombre   | Botado                   | Asignado              | Constructor                       | Puerto base | Nota |
| -------------- | -------- | ------------------------ | --------------------- | --------------------------------- | ----------- | --- |
| DD-151 TV-3516 | Asagiri  | 19 de septiembre de 1986 | 1988                  | IHI Corporation                   | Maizuru     | Convertido en buque escuela (TV-3516) el 16 de febrero de 2005. Reconvertido a DD-151 en marzo de 2012. |
| DD-152 TV-3515 | Yamagiri | 10 de octubre de 1987    | 1989                  | Mitsui Engineering & Shipbuilding | Yokosuka    | Convertido en buque escuela (TV-3515) el 18 de marzo de 2004. Reconvertido a DD-152 en marzo de 2011 |
| DD-153         | Yūgiri   | 21 de septiembre de 1987 | 1989                  | Sumitomo Heavy Industries         | Yokosuka    | El 4 de junio de 1996 derribó accidentalmente un USN A-6E Intruder durante un ejercicio CIWS con fuego real (parte de los ejercicios RIMPAC). Los dos aviadores fueron eyectados con seguridad, y fueron rescatados por el destructor Yūgiri. Aunque inicialmente se señaló como causa del incidente un mal funcionamiento del Phalanx CIWS, más tarde se atribuyó la culpa a un error humano. |
| DD-154         | Amagiri  | 9 de septiembre de 1987  | 28 de febrero de 1989 | IHI Corporation                   | Yokosuka    | |
| DD-155         | Hamagiri | 4 de junio de 1988       | 1990                  | Hitachi Zosen Corporation         | Ōminato     | |
| DD-156         | Setogiri | 12 de septiembre de 1988 | 1990                  | Hitachi Zosen Corporation         | Maizuru     | |
| DD-157         | Sawagiri | 25 de diciembre de 1988  | 1990                  | Mitsubishi Heavy Industries       | Sasebo      | |
| DD-158         | Umigiri  | 11 de septiembre de 1989 | 1991                  | IHI Corporation                   | Kure        | |